# Nikolaj Ryžkov
Nikolaj Ivanovič Ryžkov (rusky: Николай Иванович Рыжков; ukrajinsky: Микола Іванович Рижков; 28. září 1929 Toreck – 28. února 2024 Moskva) byl sovětský a ruský politik narozený v ruské rodině na území dnešní Ukrajiny, v Doněcké oblasti. V letech 1956–1991 byl členem Komunistické strany Sovětského svazu, v letech 1981–1991 byl členem jejího ústředního výboru, tedy širšího vedení, v letech 1985–1990 politbyra, tedy nejužšího vedení. V letech 1985–1991 byl předsedou rady ministrů (předsedou vlády) Sovětského svazu. Na konci 80. let patřil k hlavním představitelům přestavby a Gorbačovových reforem, podílel se především na jejich ekonomické části. Byl hlavním soupeřem Borise Jelcina v prezidentských volbách v roce 1991 (šlo o funkci prezidenta ruské části Sovětského svazu), byl tehdy kandidátem Komunistické strany a jasně prohrál, když získal jen 16,9 % hlasů. V letech 1996 až 2003 byl formálním vůdcem levicově-nacionalistické strany Lidový vlastenecký svaz Ruska (skutečným vůdcem byl Gennadij Zjuganov). V té době byl za tuto stranu též poslancem Státní Dumy. Od roku 2003 až do roku 2023 byl senátorem (členem Rady federace) za Bělgorodskou oblast.

## Na vrcholu moci
Ve spolupráci s Gorbačovem se mu podařilo omezit vliv ústředního výboru na ekonomiku a nechal převést ekonomické pravomoci na vládu, čímž bezprecedentně zvýšil její roli v sovětském mocenském systému.
Otevřeně se postavil proti protialkoholní kampani, již prosadil Gorbačov a Ligačov, přičemž argumentoval, že stát kvůli částečné prohibici přijde o velké prostředky na daních.
Jako předseda vlády proslul svou rolí během černobylské katastrofy - byl to on, kdo rozhodl o evakuaci okolí elektrárny v okruhu 30 kilometrů, přičemž časem se ukázalo, že tento perimetr byl zvolen čistě náhodně. A byl to také on, kdo měl na starost obnovu Arménie po zemětřesení v roce 1988. Jeho televizní vystoupení z této doby mu zajistila značnou popularitu, ale ta brzy poklesla, když nesplnil svůj slib, že do dvou let znovuobnoví nejhůře postižené město Spitak.
Strmý pád popularity a vlivu přišel po jeho cenově reformě z roku 1990, která byla považována za příčinu ekonomického rozvratu a způsobila vlnu nespokojenosti ve veřejnosti. Kvůli svým emotivním steskům v parlamentu si Ryžkov tehdy vysloužil posměšnou přezdívku „plačící bolševik“. Gorbačov se z problémů otevřeně vyvinil na 28. sjezdu strany, kde problémy jednoznačně hodil na Ryžkova, když uvedl, že bylo "absurdní začínat seriózní ekonomickou reformu zvýšením cen". Gorbačov, vystrašen prvními demonstracemi před Kremlem, začal, poměrně náhle, podporovat radikálnější reformní program nazvaný 500 dní. Poté již přišel Ryžkovův rychlý mocenský pád. V červenci 1990 byl vyloučen z politbyra a brzy na něj začali krom gorbačovovců útočit i stoupenci Borise Jelcina, který ovládl ruské republikové mocenské centrum. Nepřátelství mezi představiteli ruské části Sovětského svazu a Ryžkovem došlo tak daleko, že šéf ruské vlády Ivan Silajev odmítl poslouchat nařízení sovětské vlády.
V prosinci 1990 Ryžkov prodělal infarkt. Během jeho léčení Nejvyšší sovět Sovětského svazu zrušil Radu ministrů a nahradil ji vládním kabinetem v čele s Valentinem Pavlovem, bývalým Ryžkovovým ministrem financí. Zákon o změně byl schválen 26. prosince 1990, ale nová struktura byla zavedena až 14. ledna 1991, kdy Pavlov oficiálně převzal funkci předsedy vlády. Tím Ryžkov definitivně ztratil své mocenské postavení.

## Postsovětská éra
V 90. letech kritizoval vývoj z pozic sovětské nostalgie. Podpořil puč konzervativních bolševiků v roce 1991. Silně kritizoval Gorbačova, že ustoupil Západu a dovolil rozpad bipolárního světa. Proslul také názorem, že největší tragédií Sovětského svazu byla předčasná smrt Jurije Andropova. Podle Ryžkova měl Andropov připraven plán reforem dle čínského tengovského vzoru, který mohl Sovětský svaz zachránit.
Podporoval anexi Krymu a Doněcku v roce 2014 i invazi na Ukrajinu v roce 2022. Proto byl na západních sankčních seznamech až do své smrti v roce 2024.
Po jeho smrti deník New York Times napsal, že "před čtyřiceti lety představoval naději, že v Moskvě se mohou chopit moci i normální a příčetní lidé".